# داری‌آباد
داری‌آباد (به لاتین: Dariabad) یک روستا در بنگلادش است که در استان باریسال و در ناحیه باریسال واقع شده است.